# روابط نزدیک
روابط نزدیک (انگلیسی: Close Relations) یک فیلم صامت پیشا-کد کمدی به کارگردانی ری مک‌کری است که در سال ۱۹۳۳ منتشر شد.

## گزیدهٔ بازیگران
- راسکو آرباکل
- هری شانون
- چارلز یودلز
- شمپ هوارد